# أمير أباد (صوغان)
امیر أباد (بالفارسية: امیرآباد) هي قرية تقع في إيران في قسم صوغان الريفي. يقدر عدد سكانها بـ 242 نسمة .